# Tatamanan

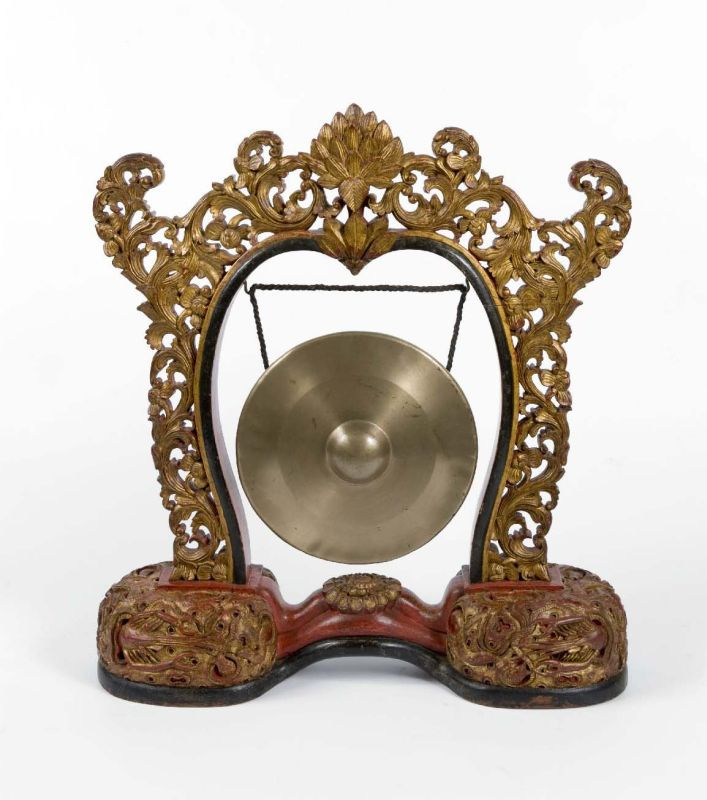
Gong hangend in een standaard onderdeel van de gamelan Semar Pagulingan, Wereldmuseum Amsterdam
In de voorstelling van het koraal op de voet van de gongstandaard keert telkes een omgekeerde 'V' met omgekrulde uiteinden terug. Dit koraalrif is een voorstelling van de tatamanan, de watertuin in de zee.

De tatamanan is een mythische plaats, het is de watertuin in de zee. 
De zee en de koraalriffen rond Bali, lager gelegen dan het laagste punt van het eiland, met hun dodlijke slangen en giftige vissen worden beschouwd als de woonplaats van kwade geesten. Deze tatamanan is dan ook het symbool van de onderwereld van de demonen. 